# 1325
Пізнє Середньовіччя •  Реконкіста •  Ганза •  Авіньйонський полон пап •  Монгольська імперія

## Геополітична ситуація
Андронік II Палеолог є імператором Візантійської імперії (до 1328). За титул короля Німеччини ведуть боротьбу Фрідріх Австрійський та Людвіг Баварський. У Франції королює Карл IV Красивий (до 1328).
Апеннінський півострів розділений: північ належить Священній Римській імперії, середню частину займає Папська область, південь належить Неаполітанському королівству. Деякі міста півночі: Венеція, Піза, Генуя тощо, мають статус міст-республік. Триває боротьба гвельфів та гібелінів.
Майже весь Піренейський півострів займають християнські Кастилія і Леон, Арагонське королівство та Португалія, під владою маврів залишилися тільки землі на самому півдні. Едуард II є королем Англії (до 1327), Магнус Еріксон — королем Норвегії та Швеції (до 1364). Королем Данії є Хрістофер II (до 1326), королем Польщі — Владислав I Локетек (до 1333).
Руські землі перебувають під владою Золотої Орди. Почалося захоплення територій сучасних України й Білорусі Литвою. Галицько-Волинське князівство очолив Юрій II Болеслав (до 1340).
Монгольська імперія займає більшу частину Азії, але вона розділена на окремі улуси, що воюють між собою. У Китаї, зокрема, править монгольська династія Юань. У Єгипті владу утримують мамлюки. Мариніди правлять у Магрибі. Делійський султанат є наймогутнішою державою Північної Індії, а на півдні Індії панують держава Хойсалів та держава Пандья. В Японії триває період Камакура.
Цивілізація мая переживає посткласичний період. Почали зароджуватися цивілізація ацтеків та інків.

## Події

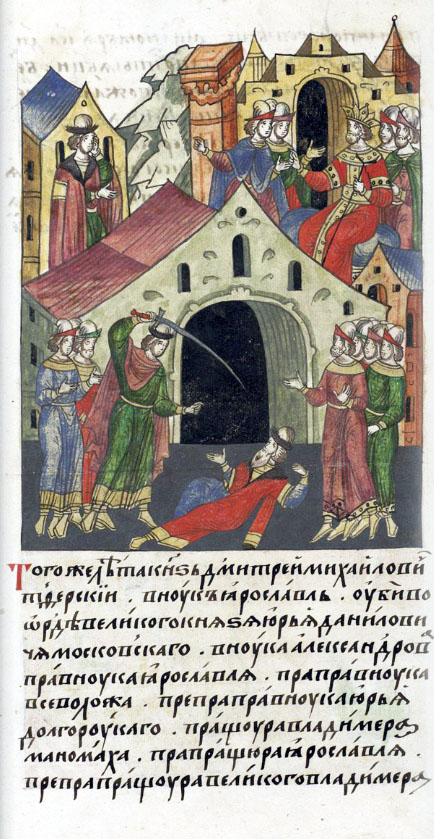
Дмитро Володимирський убиває Юрія Московського

- Королем Русі став Юрій II Болеслав, змістивши Володимира Львовича, останнього з роду Романовичів.
- Дмитро Михайлович Грізні Очі вбив в Орді Юрія Даниловича. Ординці його стратили. Ярлик великого князя володимирського отримав наступного року Олександр Михайлович, а московського князя — Іван Данилович Калита.
- Митрополит Київський і всієї Русі Петро Ратенський переніс свою резиденцію з Володимира-на-Клязьмі до Москви.
- Королем Португалії став Афонсо IV.
- У Паризькому університеті скасовано заборону на твори Томи Аквінського.
- Початок карбування дукатів в Угорщині.
- Мухаммад бін Туґлак став делійським султаном після смерті батька внаслідок нещасного випадку, можливо влаштованого сином.
- Березень 1325 вважається традиційною датою заснування Теночтітлану, майбутньої столиці держави ацтеків.
- Ібн Батута розпочав свої знамениті мандри, вирушивши з Танжира на хадж у Мекку.

## Померли
- 7 січня — Дініш, король Португалії.